# Straight Outta Compton: N.W.A 10th Anniversary Tribute
Straight Outta Compton: N.W.A 10th Anniversary Tribute är ett tribut/samlingsalbum av hiphopgruppen N.W.A, släppt 1998 på Priority Records.
Albumet toppade på plats #142 på Billboard 200 och #31 på Top R&B/Hip-Hop Albums-listan.

## Låtlista
| Nr           | Titel                            | Artist(er)                            | Längd |
| ------------ | -------------------------------- | ------------------------------------- | ----- |
| 1.           | "Straight Outta Compton"         | MC Eiht, King Tee, Dresta             | 4:11  |
| 2.           | "Fuck tha Police"                | Bone Thugs-N-Harmony                  | 5:01  |
| 3.           | "Gangsta Gangsta"                | Snoop Dogg, C-Murder                  | 4:39  |
| 4.           | "If It Ain't Ruff"               | WC                                    | 3:43  |
| 5.           | "Parental Discretion Iz Advised" | The Comrads, Allfrumtha I, Boo Kapone | 4:18  |
| 6.           | "8 Ball"                         | Jayo Felony                           | 4:24  |
| 7.           | "Something Like That"            | J Dubb, Ant Banks                     | 3:14  |
| 8.           | "Express Yourself"               | Silkk the Shocker                     | 4:22  |
| 9.           | "Compton's N the House" (Live)   | N.W.A                                 | 2:01  |
| 10.          | "I Ain't Tha 1"                  | Mr. Mike                              | 5:28  |
| 11.          | "Dopeman"                        | Mack 10                               | 4:00  |
| 12.          | "Quiet on Tha Set"               | Big Pun, Fat Joe, Cuban Link          | 4:00  |
| Total längd: | Total längd:                     | Total längd:                          | 49:21 |